# Marie de Bourgogne (mini-série)
Pour les articles homonymes, voir Marie de Bourgogne (homonymie).
Marie de Bourgogne est une minisérie austro-allemande en trois épisodes, réalisée par Andreas Prochaska, diffusée d'abord en Autriche du 1er au 3 mars 2017 sur ORF, puis en Allemagne du 1er au 3 octobre 2017 sur ZDF.
En France, elle a été diffusée les 6 et 13 juin 2020 sur Chérie 25,. Elle est également disponible en Suisse sur la plateforme Disney+.
Elle reste inédite dans les autres pays francophones.

## Synopsis
À la mort de son père, Charles le Téméraire, en 1477, Marie de Bourgogne devient duchesse à l'âge de vingt ans. Elle attire alors la convoitise du roi de France, Louis XI, qui espère reconquérir la Bourgogne en mariant son fils à Marie, mais aussi de Frédéric III, empereur du Saint Empire germanique, qui veut marier son fils Maximilien d'Autriche à la riche duchesse.

## Fiche technique
- Titre français : Marie de Bourgogne
- Titre original : Maximilian : Das Spiel von Macht und Liebe (Maximilien - Le jeu du pouvoir et de l'amour)
- Réalisation : Andreas Prochaska
- Scénario : Martin Ambrosch
- Photographie : Thomas W. Kiennast
- Montage : Alarich Lenz et Daniel Prochaska
- Décors : Nikolai Ritter
- Costumes : Thomas Oláh
- Production : Oliver Auspitz
- Sociétés de production : Moviebar Productions et MR TV-Film
- Musique : Matthias Weber
- Pays d'origine :  Allemagne,  Autriche
- Langues originales : allemand, français
- Dates de diffusion :
  -  Autriche : 1er mars 2017 sur ORF
  -  Allemagne : 1er octobre 2017 sur ZDF
  -  France : 6 juin 2020 sur Chérie 25

## Distribution

### Cour de Marie de Bourgogne (Gand)
- Christa Théret : Marie de Bourgogne
- Alix Poisson : Marguerite d'York, veuve de Charles le Téméraire, belle-mère de Marie
- Miriam Fussenegger (de) : Johanna von Hallewyn, amie de Marie
- André Penvern : Guillaume Hugonet, chancelier de Bourgogne
- Yvon Back : Guy de Brimeu, conseiller ducal
- Fritz Karl : Adolphe de Gueldre[réf. nécessaire], comte d'Egmont, prétendant à la main de Marie

### Cour de l'empereur Frédéric III
- Tobias Moretti (VF : Jean-Jacques Moreau) : Frédéric III
- Jannis Niewöhner (VF : Thibaut Lacour) : Maximilien Ier
- Stefan Pohl (de) (VF : Félicien Juttner): Wolfgang Polheim, ami de Maximilien
- ? : Ulrich Fugger, envoyé par Frédéric III auprès de Marie de Bourgogne pour négocier le mariage de Maximilien

### Cour de Louis XI (Plessis-lès-Tours)
- Jean-Hugues Anglade : Louis XI
- Sylvie Testud : Charlotte de Savoie, épouse de Louis XI
- Max Baissette de Malglaive : Charles, dauphin de France
- Caroline Godard : Anne de France, fille de Louis XI (régente du royaume après la mort du roi en 1483)
- Mélusine Mayance : Jeanne de France, fille de Louis XI
- Thierry Piétra : Olivier Le Daim, conseiller du roi
- Nicolas Wanczycki : Philippe de Commynes, ancien conseiller de Charles le Téméraire passé au service de Louis XI, qu'il représente auprès de la municipalité de Gand

### Autorités municipales de Gand et alliés
- Sebastian Blomberg : Jan van Coppenolle
- Christoph Luser (de) : Franchois Coppenhole
- Raphaël Lenglet : Olivier de La Marche

### Autres
- Johannes Krisch : Hugo von Werdenberg
- Lili Epply (de) : Rosina von Kraig

## Production

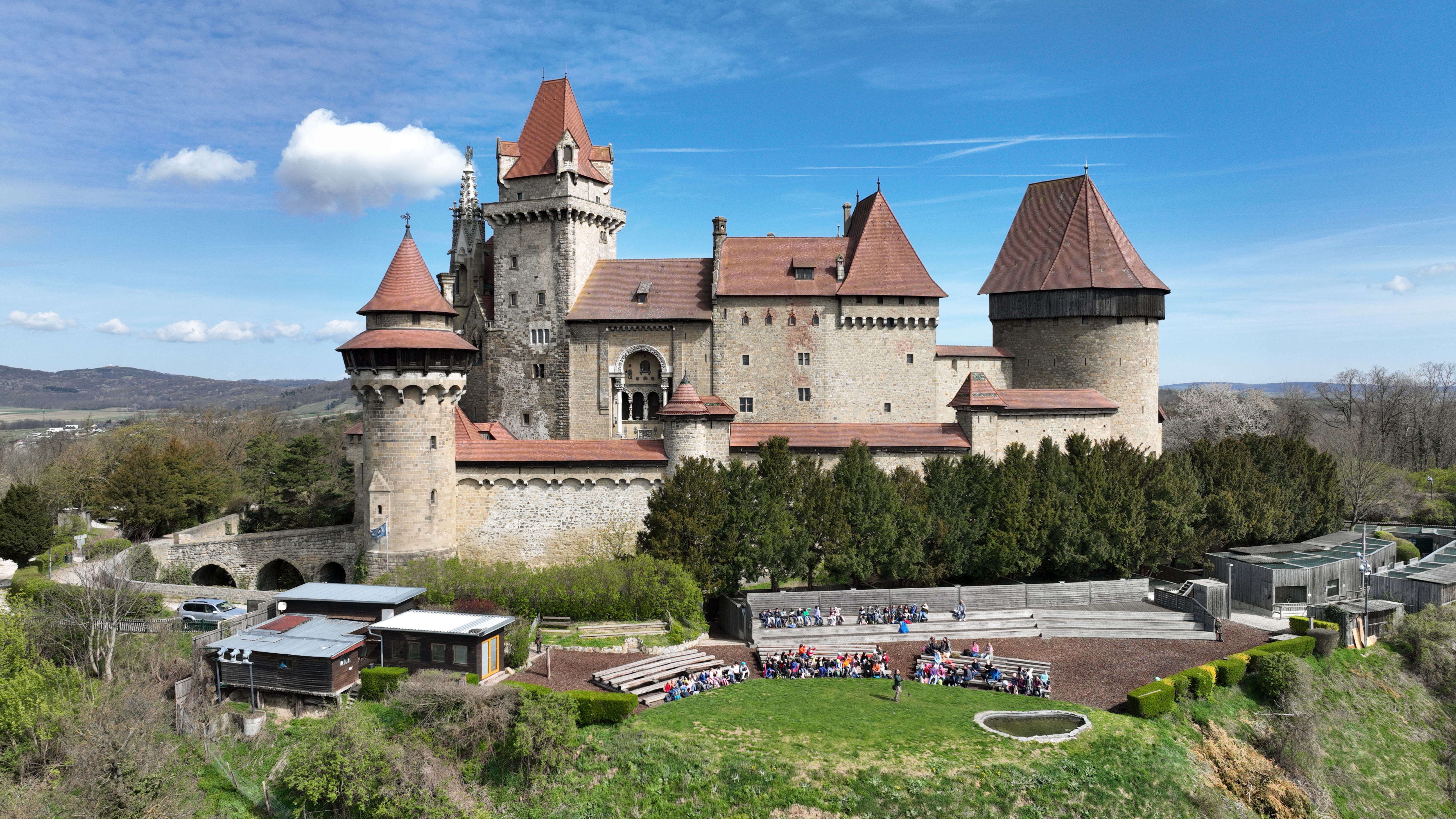
Kreuzenstein
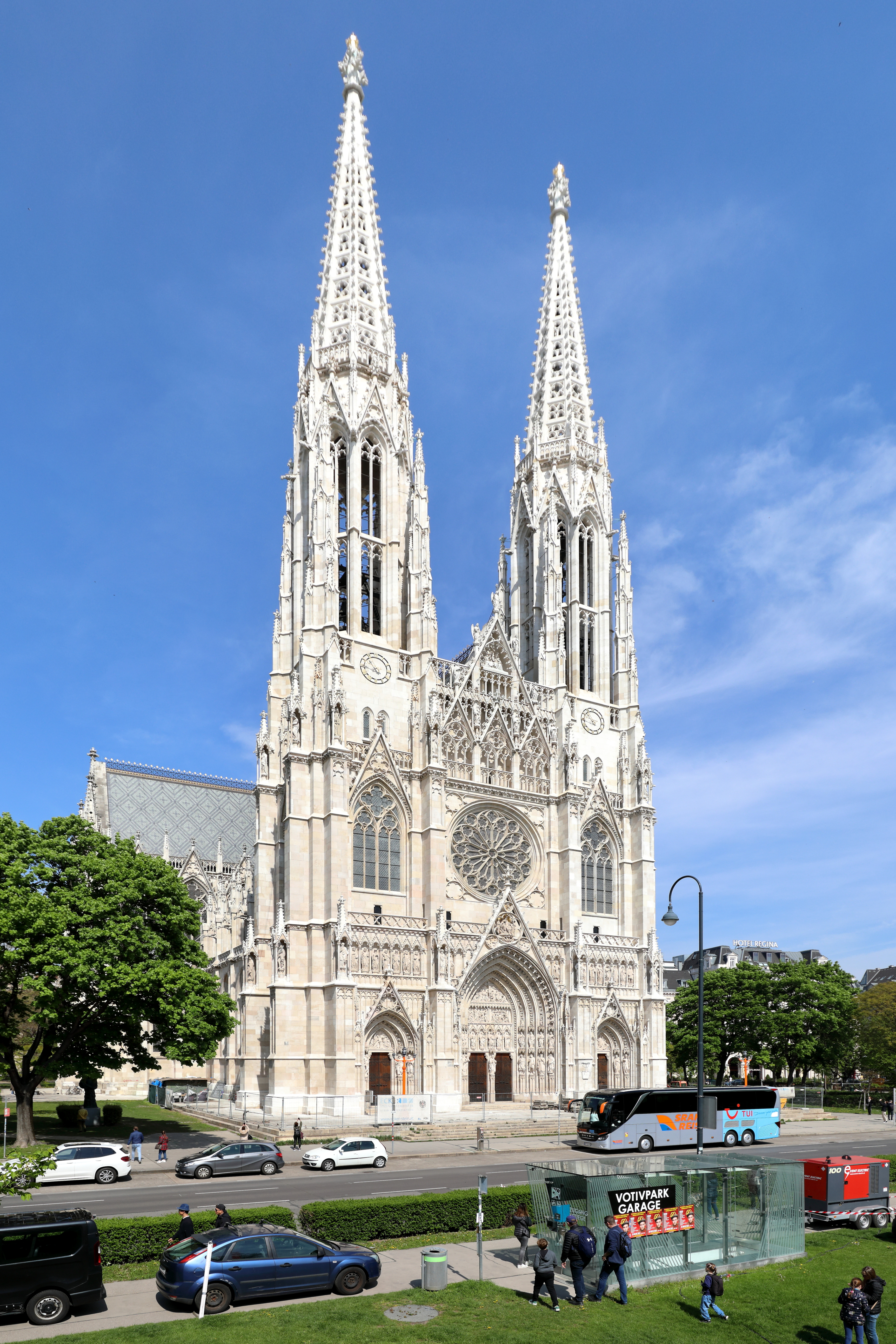
Votivkirche
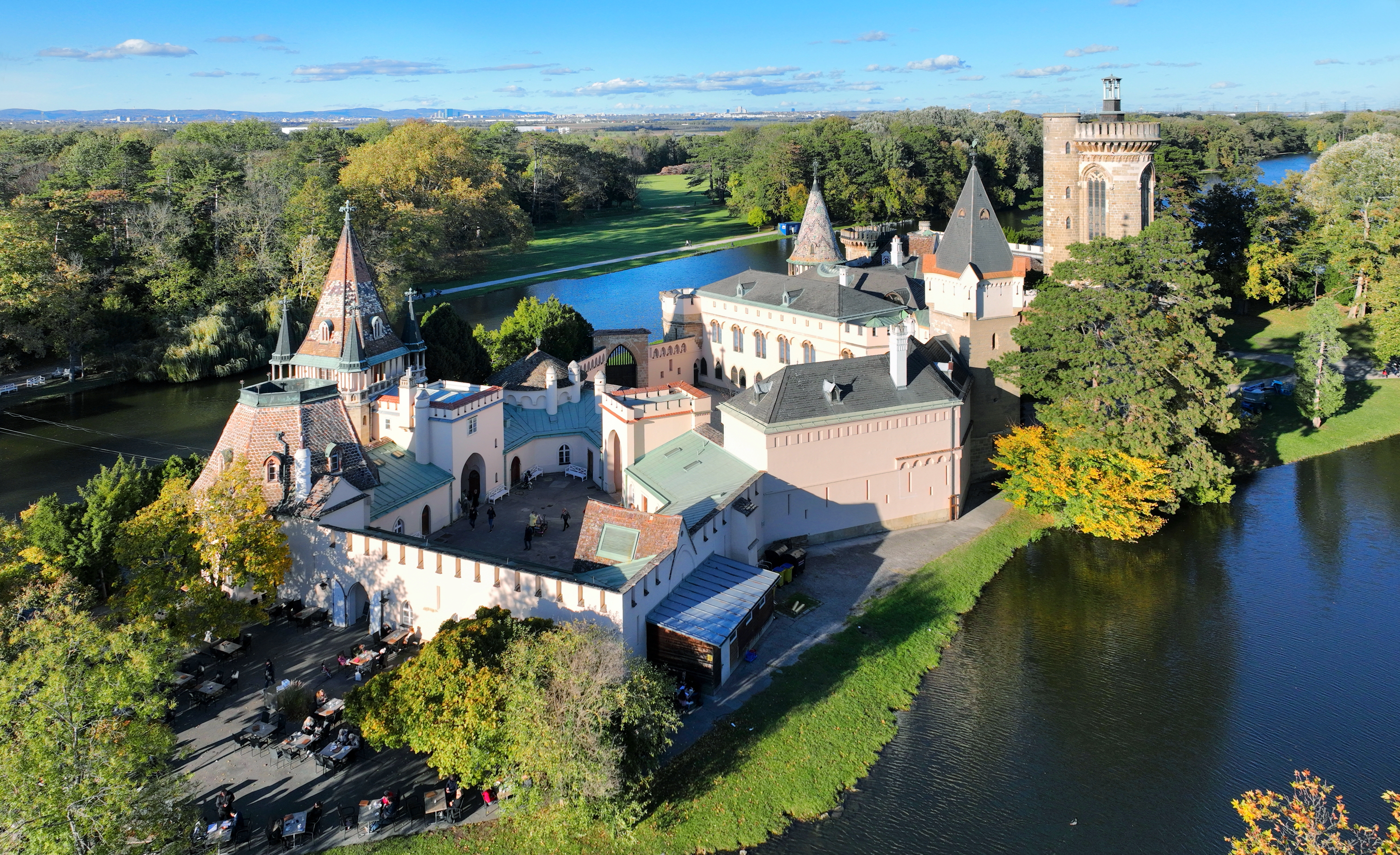
Franzensburg
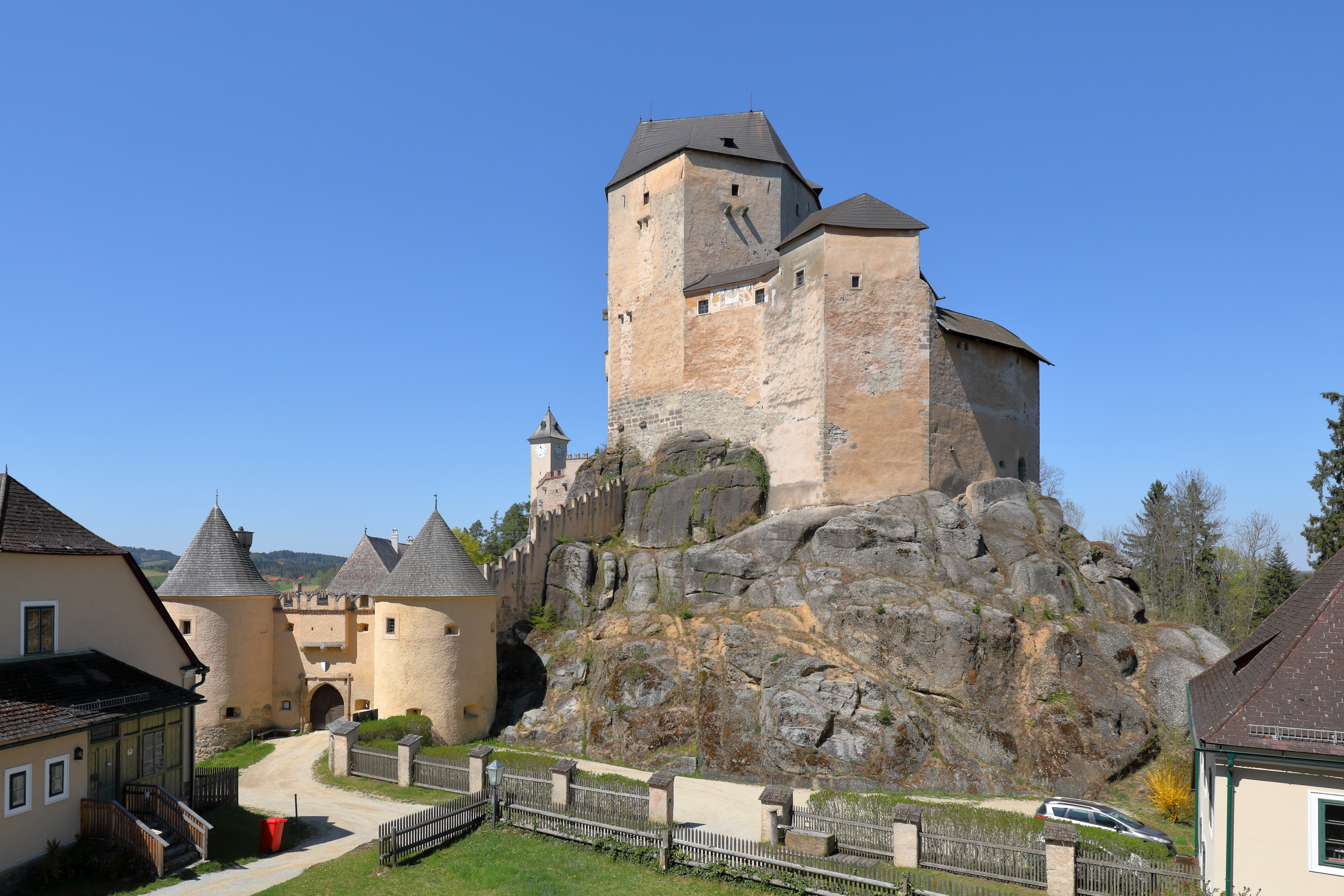
Rappotenstein

Doté d'un budget de 15,5 millions d'euros, le tournage a débuté fin 2015 et s'est déroulé à Vienne et Zwettl, en République tchèque, en Belgique et en Hongrie, notamment au château de Rosenburg (Basse-Autriche), dans celui de Rappottenstein et au Burg Kreuzenstein, au château de Franzensburg, à l'Église votive (Vienne), au Sacré Cœur de Pressbaum, au Burgruine Dobra (Basse-Autriche) et au Schloss Grafenegg,.
Fidèle à l'histoire, la production a décidé de mêler acteurs allemands (Jannis Niewöhner), autrichiens (Tobias Moretti) et français (Christa Théret, qui a dû maitriser son dialogue en vieux français pour les besoins du rôle principal, Alix Poisson, Sylvie Testud, Jean-Hugues Anglade).